# Río Subarnarekha
El río Subarnarekha (también llamado río Swarnarekha ) corre a través de los estados indios de Jharkhand, Bengala Occidental y Odisha.

## Etimología
Según la tradición, se extrajo oro cerca del nacimiento del río en un pueblo llamado Piska cerca de Ranchi. Esta es la razón por la que se le llamó Subarnarekha, que significa "veta de oro". La leyenda dice que se encontraron rastros de oro en el lecho del río. Incluso ahora, la gente busca trazas de partículas de oro en sus lechos arenosos. El nombre es una combinación de dos palabras que significan oro y línea / veta en lenguas indias.

## Curso

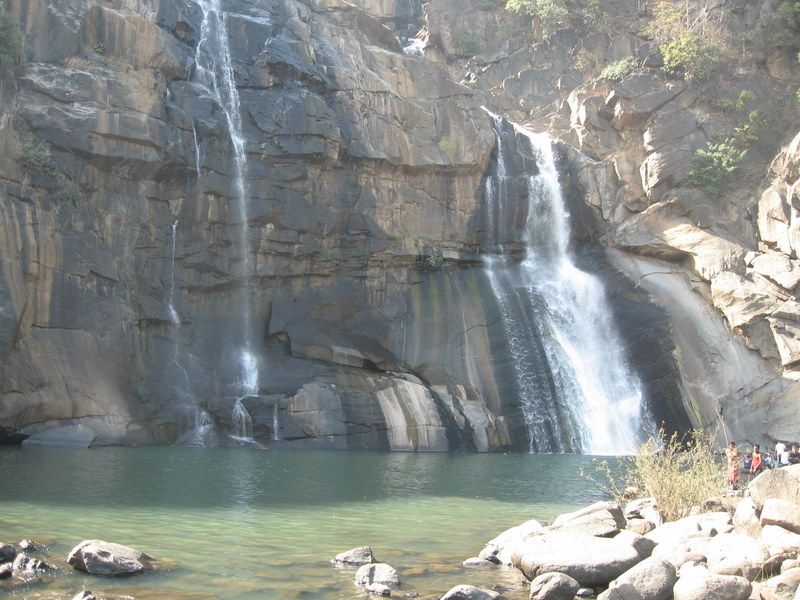
Cataratas Hundru

Después de nacer cerca de piska/nagri, cerca de Ranchi, la capital de Jharkhand, el Subarnarekha atraviesa una larga distancia a través de Ranchi, Seraikela Kharsawan y distrito de Singhbhum en el este del estado. A partir de entonces, fluye a través del distrito de Paschim Medinipur en Bengala Occidental durante 83 kilómetros (52 millas) y el distrito de Balasore de Odisha. Allí, discurre durante 79 kilómetros (49 millas) y desemboca en la Bahía de Bengala cerca de Talsari. La longitud total del río es 395 kilómetros (245 millas).
La cuenca del Subarnarekha es más pequeña que la mayoría de las cuencas hidrográficas de varios estados en la India. El río de régimen pluvial cubre un área de drenaje de 18,951 kilómetros cuadrados (7,317 millas cuadradas)

### Afluentes
Los afluentes más importantes del Subarnarekha son el río Kharkai, Roro, Kanchi, Harmu Nadi, Damra, Karru, Chinguru, Karakari, Gurma, Garra, Singaduba, Kodia, Dulunga y Khaijori. El Kharkai desemboca en el Subarnarekha en Sonari (Domuhani), un barrio de Jamshedpur.

### Cataratas Hundru
Las cataratas Hundru se producen en el curso del Subarnarekha, cuando sus aguas caen desde una altura de 98 metros (322 pies). La espectacular vista del agua que cae de una altura tan grande es un buen espectáculo para contemplar. Las diferentes formaciones rocosas debido a la erosión por la constante caída del agua se han añadido a la belleza del lugar.

### Contaminación
El Subarnarekha atraviesa áreas con gran actividad minera de minerales de cobre y uranio. Como resultado de las actividades mineras no planeadas, el río está contaminado. El Subarnarekha ha sido la línea de vida de las comunidades tribales que habitan la región de Chhotanagpur y la contaminación del agua está afectando su medio de vida.

### Inundaciones
Varias áreas en los tramos inferiores del Subarnarekha, particularmente las áreas costeras de Odisha y de Bengala del oeste, están dentro de la zona de peligro de inundación. El Subarnarekha en Odisha sobrepasó su anterior nivel de inundación más alto (HFL) llegando a 12,2 metros en 2007, superando el récord anterior de 1997. En 2009, el Subarnarekha ocasionó una inundación repentina después de las fuertes lluvias en las zonas altas de captación del río. Durante la inundación fueron afectadas grandes áreas de edificios de Jaleswar, Bhograi y Baliapal y algunos edificios de Basta en el distrito de Balasore de Odisha. Ciertas áreas de Medinipur en Bengala Occidental también se ven afectadas por las inundaciones.

## Getalsud
El embalse de Getalsud está situado en el Subernarekha, 40 kilómetros (25 millas) al este de Ranchi y cerca de 50 kilómetros (31 millas) de su punto de nacimiento. Completado en 1971, este embalse polivalente fue concebido principalmente para satisfacer las demandas de agua municipal de la ciudad de Ranchi y la zona industrial adyacente. La altura de la presa es de 35,5 metros (116 pies). Hay dos centrales hidroeléctricas en Sikidiri con una unidad de 65 MW cada una.